# Kociewie

Kociewie

Kociewie là một dân tộc sống ở khu vực phía đông của rừng Tuchola, phía bắc Ba Lan, Pomerania, phía nam Gdańsk. Thủ đô văn hóa của nó là Starogard Gdański và thị trấn lớn nhất là Tczew. Khu vực này có khoảng 250.000 cư dân. Khu vực này có ngành công nghiệp và nông nghiệp phát triển.

## Kociewiacy
Kociewiacy là một nhóm dân tộc ở Ba Lan. Hầu hết người Kociewiacy là người Công giáo La Mã. Họ sống bên cạnh một nhóm dân tộc nổi tiếng hơn nhiều trong khu vực, người Kashmir. Trong cuộc điều tra dân số năm 2011, 3065 cá nhân đã tuyên bố mình thuộc dân tộc Kociewiacy, một sự gia tăng kể từ cuộc điều tra dân số năm 2002, khi không ai xác định như vậy. Phương ngữ Kocievian, không giống như tiếng Kashubian, hầu hết đều dễ hiểu với ngôn ngữ chính của Ba Lan. Mặc dù gần nhau về mặt địa lý, hai phương ngữ này rất khác nhau, với Kocievian gần với Kuyavian hơn, đến mức một số học giả gọi nó là một biến thể của phương ngữ đó.

## Di truyền học
Trong một nghiên cứu năm 2013, các nhóm đơn bội Y-DNA trong dân số Ba Lan bản địa của Kociewie (n = 158) đã được báo cáo như sau:
56,3% R1a, 17,7% R1b, 8.2% I1, 7.6% I2, 3.8% E1b1b, 1.9% N1, 1.9% J và 2% của các nhóm haplog khác.